# 惊天动地 (1972年电影)
《惊天动地》，是1972年丁善玺执导、王羽等出演的电影作品，该电影主要讲述清朝末年时期，秋瑾的故事。

## 電影內容
清朝末年，经历了戊戌变法失败、八国联军侵华等事情，于是决定革命，但是当她与一些人相处后发现这些人都有各自的局限性，于是之后她决定投奔孙中山。

## 演员
- 王羽
- 郭小庄
- 易原
- 韩苏
- 薛汉
- 龙飞
- 山茅
- 葛香亭

## 備註
1. ↑  . 康樂及文化事務署. 2002年.
2. ↑  . 中国文联出版公司. 2007年.
3. ↑  . 上海辞书出版社. 1995年.

## 外部連結
- 豆瓣电影上《惊天动地》的資料 （简体中文）
- 香港影庫上《惊天动地》的資料（繁體中文）
- 互联网电影数据库（IMDb）上《惊天动地》的资料（英文）
- 观看地址